# Kulàievo
Kulàievo - Кулаево (rus) - és un poble de la República del Tatarstan, a Rússia. El 2014 tenia 1.164 habitants. Pertany al districte (raion) de Pestretsi.